# Callionymus leucobranchialis
Callionymus leucobranchialis е вид бодлоперка от семейство Callionymidae.

## Разпространение и местообитание
Видът е разпространен в Австралия (Западна Австралия и Куинсланд) и Филипини.
Обитава океани и морета.